# Лелечиха Варвара Федорівна
Варвара Федорівна Лелечиха (до подружжя Красноштанова) (1792 — 1904 м. Полтава) — хатня робітниця Івана Котляревського, авторка спогадів про письменника, які записав історик Василь Бучневич.

## Життєпис
Була служницею у Івана Котляревського з 1828 до 1829 рр., ведучи хатнє господарство. 30 серпня 1903 року у Полтаві відбулося урочисте відкриття пам'ятника Іванові Котляревському, спорудженого громадським коштом.
На відкриття до Полтави зібралися посланці з усієї України, прибули майже 70 письменників, професорів, відомі діячі культури Леся Українка, Михайло Коцюбинський, Михайло Старицький, Гнат Хоткевич, Микола Лисенко, Панас Мирний, Василь Стефаник, Олена Пчілка, Борис Грінченко. Справжнім відкриттям для гостей свята стала 111-річна Варвара Федорівна Лелечиха, яка змолоду була служницею в Івана Котляревського, ведучи хатнє господарство. Попри поважний вік вона зберегла ясний розум, добру пам'ять i ділилася спогадами про письменника. Через усе своє довге життя пронесла про нього теплі спогади.
До 1861 року вона була у поміщика Білухи-Коханівського, потім у Буковина. Потім також служила у багатьох поміщиків. залишилась сама серед чужих людей. Жила зі своїх скромних доходів, в старості не могла працювати, з 1899 р. міська Управа призначила допомогу 3 рублі на місяць.

## Вшанування пам'яті
- Варвара Лелечиха є героїнею вірша «У Полтаві» (збірка «Битий шлях», 1989) українського поета Віктора Бойка:

| Варка Лелечиха — бачу о ранній порі — очі з-під лоба, немовби запитують: «Хто ви? З примусу, може, а чи по душевному зову хати старезної переступили поріг? Швендяють всякі щодня тут із раннього рання, мова, бач, панська — набралися, видко, наук.. Десь поміж вами нові ґонтарі самозвані, котрим все’дно як робить — аби з рук...» [5] |